# Шигай-хан (Младший жуз)
Шигай-хан (неизвестно — 14 ноября 1825) — казахский султан Младшего жуза, фактический правитель Букеевской Орды в 1815—1823 годах.

## Биография
Был внуком Абулхайр-хана, сыном Нуралы-хана, младшим братом Букея. В период юности (на тот момент ему было только 14 лет) Жангир-Керей-хана, объявленного его отцом (Букеем) наследником Букеевской (Внутренней) Орды, был её временным правителем. 24 октября 1816 года он присягнул в Уральске на верность российскому императору. В период правления Шигай-хана на долю населения орды выпало множество бедствий. Так, в 1815—1816 годах во многих казахских улусах произошёл падёж скота, в результате чего некоторые роды стали думать об исходе из ханства. У Букеевской Орды также возникали конфликты за землю с калмыками и уральскими казаками. Однако русские купцы оказали населению подчинённых Шигаю улусов в период падежа скота большую помощь и установили со многими дружественные отношения. Таким образом, подчинение этих территорий русским происходило без кровопролития, а споры за землю решались мирным дипломатическим путём, хотя могли быть трудными.
В 1819 году казахи Младшего жуза направили письмо оренбургскому губернатору, в котором просили его урегулировать земельные споры и помочь с восстановлением поголовья скота. В 1820 году были предприняты меры по приобщению казахов к оседлой жизни, для чего вблизи берегов Каспийского моря началось строительство деревянных домов. В 1822 году Оренбургская губернская канцелярия объявила, что следующие ханы будут утверждаться на престоле непосредственно ей, но его авторитет как брата Букея под сомнение не ставился. В 1823 году Шигай был вынужден передать власть в ханстве повзрослевшему законному наследнику Жангир-Керей-хану и прожил остаток жизни, отойдя от всяких дел.
Все его сыновья были привлечены к власти, и управляли разными племенами Младшего жуза. В 1825 году старший сын Отебали был назначен главой рода Кызылкуртов, который возглавлял его отец. За ним следовали Хансултан над родом Кете - Тогым, род Тана - Мирхайдар, род Алаша - Кайыпкали, ногайско-казаский - Даулеткерей и Жакып, Юсуп, Кушеккали.